# Libpng
libpng – oficjalna biblioteka referencyjna PNG (pierwotnie nazywana pnglib). Jest to niezależna od platformy biblioteka zawierająca funkcje C do obsługi obrazów PNG. Obsługuje prawie wszystkie funkcje PNG, jest rozszerzalna i jest szeroko stosowana i testowana od ponad 22 lat. libpng używa zlib do kompresji i dekompresji danych.
libpng jest wydawane na licencji libpng, permisywnej licencji wolnego oprogramowania i jest wolnym oprogramowaniem. Jest często wykorzystywany zarówno w wolnym, jak i własnościowym oprogramowaniu, bezpośrednio lub przy użyciu biblioteki wyższego poziomu. W 2017 21-letni bug został naprawiony.
Od 2017 r. najnowsze wersje w gałęziach 1.6.x i 1.5.x uznano za stabilne, wersje 1.4.x, 1.2.x i 1.0.x pobierają tylko poprawki bezpieczeństwa. Wszystkie ostrzeżenia o podatnościach i błędy są publikowane na stronie głównej.